# شورای پروانه نمایش
شورای پروانه نمایش یا شورای بازبینی فیلم‌ها، بخشی از سازمان سینمایی وزارت فرهنگ و ارشاد اسلامی است که مسوول صدور یا رد پروانه ساخت برای فیلم‌های سینمایی ایران است.

## اعضای فعلی
در سال ۱۴۰۰ افراد زیر عضو شورای پروانه نمایش شدند:
- محمد قمی رئیس سازمان تبلیغات اسلامی
- محمدحسین نیرومند مشاور هنری و سینمایی وزیر فرهنگ و ارشاد اسلامی
- بیژن نوباوه نایب رئیس کمیسیون فرهنگی مجلس شورای اسلامی
- پژمان لشگری‌پور تهیه کننده سینما و نماینده شورای پروانه ساخت
- پرویز شیخ طادی کارگردان سینما
- سعید مستغاثی منتقد، نویسنده و نماینده شورای پروانه ساخت
- رضا شاکری از مدیران سازمان صداوسیما
- جواد رمضان‌نژاد رئیس مرکز سیما فیلم
- سهیلا صادقی استاد علوم اجتماعی دانشگاه تهران

## اعضای پیشین
این افراد از تاریخ ۹ مهر ماه ۱۳۹۲ توسط علی جنتی، وزیر وقت فرهنگ و ارشاد اسلامی به عنوان اعضای جدید شورا انتخاب شدند :
- رضا میرکریمی، کارگردان سینما
- محمدحسین لطیفی، کارگردان سینما و تلویزیون
- مجید رضابالا، دارای سوابق مختلف در بنیاد سینمایی فارابی، سیمافیلم و مدیریت در صدا و سیما
- سید ضیاءالدین دری، (انتخاب مجدد) کارگردان سریال کیف انگلیسی و کلاه پهلوی، دری دربارهٔ شورای پروانه نمایش گفته است: «این شورا بر دیدگاه‌ها و نظرات آن بخش نگران جامعه در حوزه فرهنگ اهمیت می‌دهد، اما انتظار داریم آنها هم اجازه دهند شوراها در مواجهه با زحمات و تجربه‌اندوزی‌های این حرفه‌ی گران‌قیمت برای رسیدن به آن سینمایی که نیاز جامعه اسلامی ماست و کشمکش‌هایی جذاب برای مخاطب دارد، تلاش کند... باید این را بپرسیم که آیا شورای پروانه نمایش با افراد شناخته شده‌ای که در آن هستند (و حجت‌الاسلام رسایی یکی از آن‌هاست)، مگر می‌شود هدف نهایی‌اش به سمت صلاح جامعه نباشد... دلسوزی شورای پروانه نمایش برای نکاتی که برادران حزب‌اللهی ما دارند در سطح بسیار بالایی است».[۳]
- شهاب مرادی، او در ۱۶ مهرماه ۱۳۹۲ یعنی ۷ روز پس از انتخابش کناره گیری کرد. با توجه به متن نامه کناره گیری او، استعفای شهاب مرادی بر پایه انتقاد به اساس کار شورا یعنی نظارت و بازبینی و حمایت از سینما و نیز گلایه از نحوه معارفه اش توسط رضاداد بوده است.
- سیداحمدرضا دستغیب، نماینده دو دوره مجلس شورای اسلامی
- محمدباقر قهرمانی، مدرس دانشگاه (دارای دکترای تئاتر و فیلم از دانشگاه بیریگام‌یانگ آمریکا)، سوابق مختلف در صدا و سیما و دانشکده هنرهای زیبا
- حسین کرمی، مدیر شبکه نمایش سیما
- سید محمدحسن خامنه‌ای، (انتخاب مجدد) با سابقه‌ی کار در وزارت نفت.[۴][۵]

- محمدحسین نیرومند، سوابق او شامل دبیری شورای ارزشیابی هنرمندان، نویسندگان و شاعران کشور، سرپرستی مرکز هنرهای تجسمی حوزه هنری، عضو تحریریه «کمیک جهانی»، مشاور هنری ریاست حوزه هنری و عضویت هیئت مدیره سازمان فرهنگی هنری شهرداری تهران است.[۳]
- حمید رسایی: یکی از منتقدان سیاست‌های شمقدری در سازمان سینمایی است. رسایی همچنین به‌عنوان رئیس کارگروه هنر و رسانه مجلس نهم از وزیر ارشاد دولت دهم به‌دلیل تعطیل‌کردن «خانه سینما» تشکر کرد.[۳]
- حسن عباسی (تحلیل‌گر)[۳] که ساختمان اندیشکده یقین او، در یکی از محله‌های قدیمی شمال شرق تهران زمانی محل رفت‌وآمد سینماگرانی بود که مشکلی در دریافت مجوز برای ساخت یا نمایش داشتند و برای دریافت مجوز باید رضایت او را کسب می‌کردند.[۶]
- جلیل عرفان‌منش، مؤسس دانشگاه سره شیراز، جدی‌ترین فعالیت غیراجرایی سینمایی او بازنویسی فیلمنامه پروژه جنجالی و پرهزینه «لاله» است.[۳]
- عبدالله قندهاری[۳]
- مهدی سجاده‌چی[۷]
- مهدی عظیمی میرآبادی
- جلیل عرفان‌منش
- محمدحسین نیرومند
- هاشم میرزاخانی

## تاریخچه اقدامات
شورای نمایش برای دادن مجوز ساخت فیلم گاه برای فیلمسازان شرایطی را تعیین می‌کند. کمال تبریزی در قبل از نمایش مارمولک قصد داشت نام آدرس خدا را برای فیلم  انتخاب کند ولی با مخالفت این شورا مجبور شد از همان نام مارمولک استفاده کند.
به گفته بعضی فیلمسازان این شورا نتیجه بررسی خود را هیچگاه کتبی اعلام نمی‌کند بلکه به‌طور شفاهی اعلام می‌کند. اسماعیل برابری که فیلم ۱۲ صندلی اش به علت نیاز به تغییر سوژه رد شده‌است در این باره گفت: «متأسفانه شورای ما به قدری متزلزل و ناتوان است که هیچگاه رای را به صورت مکتوب ارائه نمی‌دهد و آن را شفاهی قرائت می‌کند، زیرا می‌داند که اگر گفته‌هایشان را به صورت مکتوب بدهند شاید بتوان علیه‌اش شکایت کرد.»